# Dytiki Lesvos
Dytiki Lesvos (griechisch Δυτική Λέσβος ‚West Lesbos‘) ist eine Gemeinde auf der griechischen Insel Lesbos in der Region Nördliche Ägäis. Sie wurde 2019 durch Auftrennung der 2011 geschaffenen Gemeinde Lesbos aus sieben Gemeindebezirken gebildet. Verwaltungssitz ist die Hafenstadt Kalloni.

## Verwaltungsgliederung
Die Insel Lesbos war nach der Gemeindereform 1997 in 13 Gemeinden unterteilt. Diese wurden im Rahmen der Verwaltungsreform 2010 nach dem Grundsatz „jede Insel eine Gemeinde“ zum 1. Januar 2011 zur Gemeinde Lesbos (Δήμος Λέσβου Dímos Lésvou) fusioniert. Nachdem sich diese Fusion für die Verwaltung als unzweckmäßig herausgestellt hatte, wurde im März 2019 die Gliederung in zwei Gemeinden beschlossen. Die Gemeinde Dytiki Lesbos setzt sich aus sieben Gemeindebezirken zusammen, Verwaltungssitz ist der Küstenort Kalloni am gleichnamigen Golf.
| Gemeindebezirk | griechischer Name                 | Code   | Fläche (km²) | Einwohner 2001 | Einwohner 2011 | Stadtbezirke / Ortsgemeinschaften (Δημοτική / Τοπική Κοινότητα)               | Lage |
| -------------- | --------------------------------- | ------ | ------------ | -------------- | -------------- | ----------------------------------------------------------------------------- | ---- |
| Agia Paraskevi | Δημοτική Ενότητα Αγίας Παρασκευής | 530202 | 118,491      | 02.628         | 02.497         | Agia Paraskevi, Napi                                                          |      |
| Eresos-Andissa | Δημοτική Ενότητα Ερεσού-Αντίσσης  | 530203 | 292,814      | 05.530         | 05.269         | Eresos, Andissa, Vatoussa, Mesotopos, Pterounda, Sigri, Chidira               |      |
| Kalloni        | Δημοτική Ενότητα Καλλονής         | 530201 | 242,277      | 08.194         | 08.504         | Kalloni, Agra, Anemotia, Arisvi, Dafia, Keramio, Parakila, Skalochorio, Filia |      |
| Mandamados     | Δημοτική Ενότητα Μανταμάδου       | 530204 | 122,515      | 03.210         | 02.447         | Mandamados, Kapi, Klio, Pelopi                                                |      |
| Mithymna       | Δημοτική Ενότητα Μήθυμνας         | 530205 | 050,351      | 02.433         | 02.255         | Mithymna, Argennos, Lepetymnos, Sykaminea                                     |      |
| Petra          | Δημοτική Ενότητα Πέτρας           | 530206 | 072,348      | 03.749         | 03.358         | Petra, Lafionas, Skoutaros, Stypsi, Ypsilometopo                              |      |
| Polichnitos    | Δημοτική Ενότητα Πολιχνίτου       | 530207 | 173,657      | 05.288         | 04.234         | Polichnitos, Vasilika, Vrisa, Lisvori, Stavros                                |      |
| Gesamt         | Gesamt                            | 5302   | 1072,453     | 31.032         | 28.564         |                                                                               |      |